# Madame Monet en costume japonais
Madame Monet en costume japonais ou La japonaise, na tradução portuguesa Madame Monet trajando um kimono ou A japonesa, é um célebre quadro do impressionista francês Claude Monet. Realizado a óleo sobre tela em 1875, pertence à colecção do Museu de Belas Artes de Boston, nos EUA. Foi exibido pela primeira vez em 1876.

## História
O Japão só se abriu ao Oriente em meados do século XIX. Nesta altura, cerca de 1875, era já uma moda. O Ocidente, principalmente a Europa - que firmemente ditava as modas, não só no continente, como no resto do mundo ocidental -, havia deixado de lado a influência chinesa. A chinoiserie era já um marco do passado. Com a abertura do Japão ao mundo ocidental, notou-se uma instabilidade cultura em que se potenciavam, no Japão, as influências ocidentais (principalmente as dos EUA), e, na Europa, as influências japonesas. Terá sido uma excêntrica troca de culturas.
As estampas japonesas, cujos motivos de excelência se contavam entre montanhas e o oceano, mas todas pautadas por um notável encadeamento rítmico, influenciaram os pintores da época, e Monet não fugiu à regra. Mais tarde, a pintura perturbada e perturbante de Vincent van Gogh viria a reflectir mais claramente este gosto orientalista.

## Descrição
A esta moda sacrificou-se Monet, quando pintou La Japonaise. A modelo é a esposa de Monet, Camille. Trajada com um magnifico kimono bordado até ao mais ínfimo pormenor, cujas orlas bordadas em relevo parecem animadas, vivas, Camille posa para Monet voltada para o pintor. A modelo abana, com uma suavidade e leveza reforçada pela palidez das mãos e do rosto, um leque tricolor (cujas cores são iguais às da bandeira francesa) e olha o espectador com um terno olhar sedutor.
A luz incidente nos seus louros cabelos faz jus à luz adjacente dos bordados dourados. Contudo, não são verdadeiros. Camille usa uma peruca.
Ao fundo, numa parede de tons oliva, também em voga na altura, estão dispostos vários leques, espalhados ao acaso. Refletem o gosto da época, e Camille de japonesa só tem a roupa. Ou seja, o quadro é uma farsa, um sacrifício de Monet ao gosto orientalista da época em que se situava. E, com efeito, vendeu a tela pela respeitável soma de 2000 francos.